# Davita Prendergast
Davita Prendergast (* 16. Dezember 1984 in Westmoreland Parish) ist eine jamaikanische Sprinterin, die sich auf den 400-Meter-Lauf spezialisiert hat.
Den bisher größten Erfolg ihrer Karriere feierte sie bei den Weltmeisterschaften 2007 in Osaka. Dort gewann sie gemeinsam mit Shericka Williams, Shereefa Lloyd und Novlene Williams-Mills die Silbermedaille in der 4-mal-400-Meter-Staffel. Dabei verbesserte die Mannschaft den jamaikanischen Landesrekord auf 3:19,73 min.
Bei den Hallenweltmeisterschaften 2010 in Doha gehörte sie zur jamaikanischen Stafette, die als Dritte ins Ziel kam. Die Bronzemedaille wurde jedoch nachträglich aberkannt, da die Startläuferin Bobby-Gaye Wilkins des Dopings überführt wurde.
Bei den Weltmeisterschaften 2011 in Daegu gewann sie mit der 4-mal-400-Meter-Staffel zusammen mit Rosemarie Whyte, Novlene Williams-Mills und Shericka Williams in der Zeit von 3:18,71 min die Silbermedaille.

## Bestleistungen
- 200 m: 23,24 s, 26. Mai 2007, Charlotte
  - Halle: 23,56 s, 10. März 2007, Boston
- 400 m: 51,24 s, 24. Juni 2007, Kingston
  - Halle: 53,11 s, 15. Februar 2008, Fayetteville